# 禾源镇
禾源镇，是中华人民共和国江西省吉安市遂川县下辖的一个乡镇级行政单位。

## 行政区划
禾源镇下辖以下地区：
禾源社区、禾源村、富溪村、三溪村、小黄坑村、洞溪村、黄背村、山坳村、谷团村、杂口村和严塘村。